# Xã Montgomery, Quận Montgomery, Pennsylvania
Xã Montgomery (tiếng Anh: Montgomery Township) là một xã thuộc quận Montgomery, tiểu bang Pennsylvania, Hoa Kỳ. Năm 2010, dân số của xã này là 24.790 người.